# Понціанські острови
Понціанські острови — це група з шести островів у Тірренському морі, розташованих на південь від Риму і на північному заході від Неаполя. Острови не надто відомі як туристичний напрямок, тому що тільки два острови з архіпелагу, Понца і Вентотене, населені. Обидва острови, як і будь-яка частина Італії, володіють гарними портами і барвистими селами з прекрасними свіжими місцевими рибними ресторанами. До незайманої берегової лінії і до приголомшливих видів можна легко дістатися на поромі.
До Понціанських островів входять острови Понца (найбільший з них), Пальмарола, Дзанноне і Гаві на північному заході, а також Вентотене і Санто-Стефано на південному сході.

## Історія
Історія освоєння островів людиною налічує не одне тисячоліття. На островах знайдені артефакти епохи неоліту і бронзової доби. Острови використовувалися етрусками, які створили «Блакитний грот». Першим письмовою згадкою островів є перемога римлян над вольсками в 338 році до н. е.. Римською назвою островів було «Понтія» (лат. Pontia). Під час правління Октавіана Августа, населення островів збільшилася. Римляни використовували острова Понці і Вентотене для розведення риби. На Понці збереглися рибницькі комплекси Grotto di Pilato. На Вентотене збереглися чотири великі рибних басейни, розташованих у східній частині острова на південь від нинішньої гавані. Також на Вентотене (і меншою мірою на Понці) існують залишки римських портових споруд. Також острова використовувалися для посилання неблагонадійних громадян.
Острови були покинуті в Середні століття через набіги сарацинів і піратів, хоча Понца, наприклад, згадується в «Декамерон» Бокаччо (шоста історія другого дня). У XVIII столітті Неаполітанське королівство знову колонізувало острова.
Під час режиму Муссоліні острова використовувалися як місце заслання.

## Населення
Понца і Вентотене населені, малі острови — нежилі.